# Kněževes, Praha-západ
Kněževes là một làng thuộc huyện Praha-západ, vùng Středočeský, Cộng hòa Séc.